# Énergie nucléaire au Kazakhstan
Le Kazakhstan ne dispose pas de moyen de production d'énergie nucléaire en fonctionnement. La seule centrale nucléaire du pays, le réacteur à neutrons rapides refroidi au sodium BN-350 situé près d' Aktau dans la région de Mangystau, a été arrêté en juin 1999 après 26 ans de fonctionnement, et a été mis hors service définitivement en 2001. Cependant, la centrale était principalement utilisée à des fins de dessalement, et non pour produire de l'électricité. Sa puissance était donc limitée. Le Centre Nucléaire National (NNC) du pays exploite également trois réacteurs de recherche sur l'ancien site d'essai de Semipalatinsk. 
En 2003, le ministre kazakh de l'Énergie et des Mines a annoncé vouloir construire, d'ici 2018, une nouvelle centrale nucléaire. Cette centrale, de deux ou trois réacteurs, devait être construite sur les rives du lac Balkhach dans la région de Karaganda au centre du Kazakhstan. En janvier 2013, le président Noursoultan Nazarbaïev a donné un mois au gouvernement pour soumettre de nouvelles propositions pour la construction d'une telle centrale. En septembre 2013, le directeur général de la NNC, Erlan Batyrbekov, appuie cette proposition afin d'assurer la sécurité énergétique du Kazakhstan. En mai 2014, la Russie et le Kazakhstan ont signé un accord de coopération préliminaire pour construire une nouvelle centrale nucléaire. Sa puissance serait comprise entre 300 et 1 200 MW.
Le réacteur kazakh WWR-K, un réacteur piscine à cœur ouvert à neutrons thermiques, a été mis en service en 1967. Afin de réduire les risques de prolifération nucléaire, le Kazakhstan a lancé un programme de conversion du WWR-K pour le faire fonctionner à l'uranium faiblement enrichi. L'Institut kazakh de physique nucléaire a conçu et mis en place des programmes de sûreté complets pour ce réacteur. L'Agence internationale de l'énergie atomique (AIEA) a également formulé des recommandations sur la manière d'assurer de nouvelles améliorations continues de la sûreté du WWR-K.

## Formation à la sécurité nucléaire
En 2009, le Kazakhstan a annoncé la création d'un centre de formation à la sécurité nucléaire. La construction a débuté à Almaty en décembre 2015 et s'est achevée en février 2017. En mai 2017, les autorités kazakhes ont annoncé que la formation débuterait en juin 2017. Le centre fournit des programmes de formation et d'entrainement aux scientifiques spécialisés dans l'énergie nucléaire. 

## Banque d'uranium faiblement enrichi de l'AIEA
Détenue et contrôlée par l'Agence internationale de l'énergie atomique (AIEA), la banque d'uranium faiblement enrichi (UFE) est une réserve physique allant jusqu'à 90 tonnes d'UFE. Elle est située à l'usine métallurgique d'Ulba à Oskemen, au Kazakhstan. Cette banque est accessible aux États membres en cas d'interruption de l'approvisionnement en UFE d'une centrale nucléaire, en raison de circonstances exceptionnelles. La cérémonie d'ouverture a eu lieu le 29 août 2017 à Astana, au Kazakhstan. 
La banque est entrée en service le 17 octobre 2019, lorsqu'elle a reçu son premier envoi d'uranium faiblement enrichi par le français Orano Cycle. Les 32 cylindres d'UFE qui ont été envoyés représentent une quantité suffisante pour la recharge en combustible d'un réacteur à eau légère. 